# Glycyrrhiza
Glycyrrhiza L., 1753 è un genere di piante della famiglia delle Fabacee (o Leguminose) che comprende erbe perenni, più o meno lignificate in forma di frutici o piccoli arbusti.
Tra le varie specie, particolarmente nota è Glycyrrhiza glabra, la liquirizia comune.
Il nome del genere viene dalle parole greche γλυκύς (glykýs, dolce) e ῥἰζα (rhiza, radice).

## Descrizione

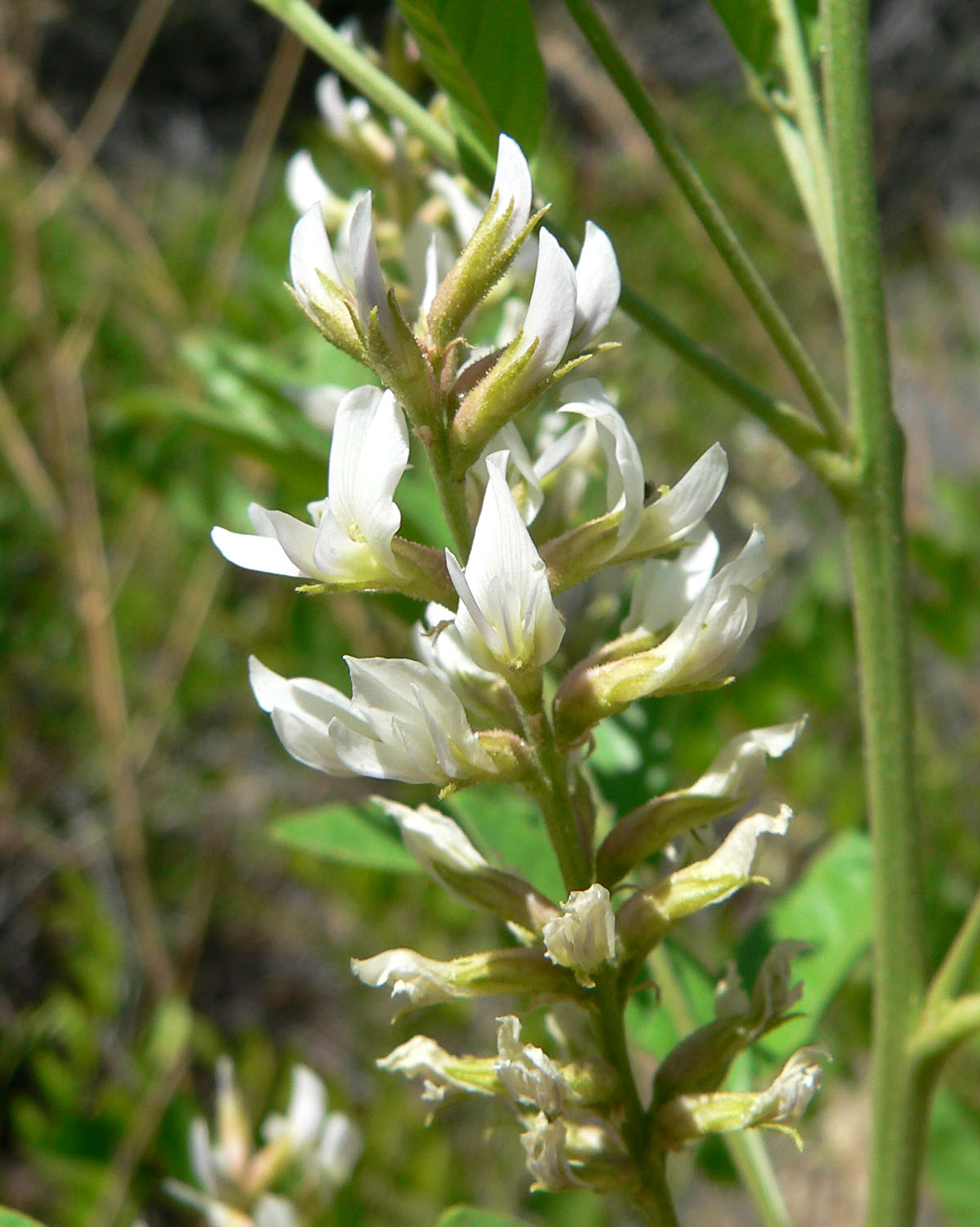
Fiori di
Glycyrrhiza lepidota

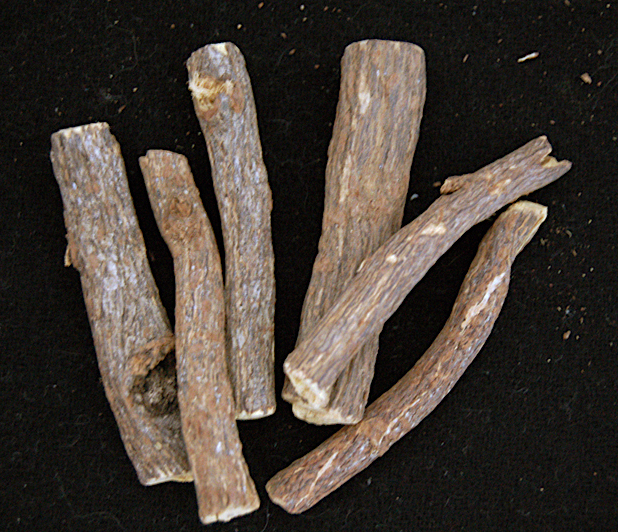
Radici troncate di Glycyrrhiza glabra

Il genere Glycyrrhiza comprende erbe perenni piuttosto alte (fino a un metro circa), che possono ricordare piccoli arbusti (frutici).
Le foglie sono composte, imparipennate, con un numero di foglioline variabile da tre a quindici secondo le specie.
I fiori sono irregolari e hanno il tipico aspetto dei fiori delle Faboideae (corolla "papilionacea"). Sono riuniti in infiorescenze all'ascella delle foglie. I colori più comuni sono il viola e il bianco, con le relative sfumature intermedie.
I frutti sono baccelli con pochi semi.
La radice è costituita da un grosso rizoma, che può raggiungere anche due metri. È la radice che viene sfruttata in erboristeria e in pasticceria per i suoi principi attivi.

## Distribuzione e habitat
Il genere Glycyrrhiza è rappresentato nei climi temperati di tutti i continenti (esclusa l'Africa meridionale).
In Italia sono presenti, allo stato spontaneo, due specie: Glycyrrhiza glabra e Glycyrrhiza echinata, quest'ultima limitata all'Italia meridionale.

## Tassonomia
Da sempre attribuita alla famiglia delle Leguminose o Fabacee, il genere Glycyrrhiza veniva collocato in passato nella tribù delle Galegee. Recenti studi filogenetici hanno portato alla sua segregazione nella tribù Glycyrrhizeae.
Il genere comprende le seguenti specie:
- Glycyrrhiza acanthocarpa (Lindl.)J.M.Black  - liquirizia australiana
- Glycyrrhiza aspera Pall.
- Glycyrrhiza astragalina Gillies ex Hook. & Arn. - orozù o locancia o culensillo
- Glycyrrhiza asymmetrica Hub.-Mor.
- Glycyrrhiza bucharica Regel
- Glycyrrhiza echinata L. - liquirizia setolosa
- Glycyrrhiza foetida Desf.
- Glycyrrhiza foetidissima Tausch
- Glycyrrhiza glabra L. - liquirizia comune
- Glycyrrhiza gontscharovii Maslenn.
- Glycyrrhiza inflata Batalin
- Glycyrrhiza lepidota Pursh - liquirizia americana
- Glycyrrhiza pallidiflora Maxim.
- Glycyrrhiza squamulosa Franch.
- Glycyrrhiza triphylla Fisch. & C.A.Mey.
- Glycyrrhiza uralensis Fisch. - liquirizia cinese o gāncǎo
- Glycyrrhiza yunnanensis  P.C.Li
- Glycyrrhiza zaissanica Serg.

## Usi
Le radici di alcune specie di questo genere contengono la glicirrizina, un glicoside terpenoide usato in erboristeria nonché nella produzione di liquori e dolciumi.
In Europa è tradizionale l'uso di Glycyrrhiza glabra, mentre nella tradizione cinese prevale l'uso di Glycyrrhiza uralensis, la liquirizia cinese (anche se non è ignota la stessa G. glabra nonché G. inflata). G. uralensis è inclusa nella lista delle 50 erbe fondamentali della medicina tradizionale cinese.
La liquirizia americana (Glycyrrhiza lepidota) era usata dagli Indiani d'America per scopi medicinali; in genere veniva usata la radice, ma i Dakota ne usavano anche le foglie. Oggi in America viene usata più che altro come pianta foraggera, analoga all'erba medica.